# Monopolio di Stato
Il monopolio di Stato o monopolio pubblico o monopolio fiscale è un tipo di mercato in cui il solo produttore (o fornitore) di un determinato bene o servizio è lo Stato. Esso impedisce tramite leggi l'entrata nel mercato da parte di soggetti privati.
Tre sono i motivi principali per cui lo Stato attua questo tipo di mercato:
- lo Stato si fa carico di fornire un determinato bene o un determinato servizio in un settore essenziale per il cittadino nel quale le aziende private non hanno alcuna possibilità di guadagno;
- lo Stato si fa carico di fornire un determinato bene o un determinato servizio in un settore essenziale per il cittadino nel quale le imprese potrebbero creare forti speculazioni;
- lo Stato impone il monopolio su di un bene di largo consumo difficilmente sostituibile o con poche alternative per aumentare il suo gettito fiscale, per esempio, per molti anni in Italia il sale e tuttora i tabacchi.

Il prezzo del bene o del servizio può modificarsi, da cittadino a cittadino, in base a criteri di sussidiarietà per le persone meno abbienti; quindi, con prezzi differenti in base al reddito, ovvero può costituire un prezzo calmierato uguale per tutti. 

In alcuni casi, ad esempio il ticket sanitario, il servizio per i meno abbienti viene erogato gratuitamente.
In Italia il monopolio di Stato è in vigore sui tabacchi lavorati, prodotti liquidi da inalazione, prodotti contenenti nicotina, valori bollati e sul gioco d'azzardo. 

Notevole è il caso dell'Uruguay, che nel dicembre 2013 legalizzò la coltivazione e la vendita della marijuana, rendendola monopolio di Stato.